# B-Legit
B-Legit (* 15. November 1971 in Vallejo, Kalifornien als Brandt Jones) ist ein US-amerikanischer Rapper der Stilrichtungen Westcoast-Hip-Hop und Gangsta-Rap.

## Biografie
B-Legit ist Teil von The Click. Er wuchs im selben Haushalt wie die anderen Mitglieder der Gruppe, E-40, D-Shot und Suga T, auf und ist deren Cousin.
Als diese vier Personen beschlossen, ernsthaft eine Musikkarriere anzustreben, gründete E-40 das Label „Sick Wid It Records“, dessen Chief Operating Officer B-Legit wurde. Neben den Gruppenalben erschien dort 1993 auch das Solodebüt von Brandt Jones, noch unter dem längeren Künstlernamen B-Legit The Savage. Tryin′ to Get a Buck ist ein klassisches Gangsta-Rap-Werk, jedoch mit der Besonderheit, dass sich thematisch besonders auf Alkohol- und Marihuanakonsum fokussiert wird. Es erreichte zwar die Spartencharts „Heatseekers“ und „R&B Albums“, konnte sich aber nicht in den Billboard 200 platzieren. Sick Wid It Records wurde schließlich ein Sublabel von Jive Records, die Tryin′ to Get a Buck 1995 wiederveröffentlichten.
1996 und 1999 erschienen über Jive zwei weitere Langspieler mit den Titeln The Hemp Museum und Hempin′ Aint Easy. Der Stil B-Legits blieb der gleiche, wie bereits die Namen zeigen – hemp ist das englische Wort für Hanf. Mit diesen Alben erreichte er seine größten Charterfolge als Solokünstler. Beide gelangten in die Top 100 der US-Albumcharts.
Anschließend passte B-Legit seinen Stil leicht an. Er reduzierte auf dem 2002 veröffentlichten Album Hard 2 B-Legit die Referenzen auf das Rauchen von Marihuana, was als Versuch interpretiert wurde im Mainstream besser anzukommen. Dementgegen verkaufte sich das Werk schlechter als die Vorgänger. Es erreichte lediglich die Spitzenposition 111 der Billboard 200 und war dort nur für drei Wochen zu finden.
Diese Entwicklung setzte sich fort, sodass sich alle weiteren Alben entweder gar nicht oder nur in Spartencharts aufhielten. Eine weitere Chartplatzierung gelang erst wieder 2018 mit dem gemeinsam mit E-40 aufgenommenen Kollaboalbum Connected and Respected.

## Diskografie
Alben
- 1993: Tryin’ to Get a Buck
- 1996: The Hemp Museum
- 1999: Hempin’ Aint Easy
- 2002: Hard 2 B-Legit
- 2005: Block Movement
- 2006: Hood Hustlin′
- 2007: Throwblock Muzic
- 2015: Game Is to Be Sold
- 2015: What We Been Doin
- 2018: Connected and Respected (mit E-40)